# Primolius
Genre
Le genre Primolius comprend trois espèces de psittacidés néotropicaux.

## Liste des espèces
D'après la classification de référence (version 2.2, 2009) du Congrès ornithologique international (ordre phylogénique) :
- Primolius couloni – Ara de Coulon
- Primolius maracana – Ara d'Illiger
- Primolius auricollis – Ara à collier jaune